# Mantidactylus curtus
Mantidactylus curtus är en groddjursart som först beskrevs av George Albert Boulenger 1882.  Mantidactylus curtus ingår i släktet Mantidactylus och familjen Mantellidae. IUCN kategoriserar arten globalt som livskraftig. Inga underarter finns listade i Catalogue of Life.